# SV Neuhof
Der SV Neuhof 1910 e. V. ist ein im Jahr 1910 gegründeter deutscher Sportverein mit Sitz in der Gemeinde Neuhof im hessischen Landkreis Fulda.

## Geschichte der Fußballabteilung
Der Verein trat nach dem Zweiten Weltkrieg in der damals zweitklassigen Saison 1945/46 in der Kurhessenliga an und belegte dort am Ende den 11. Platz was gerade so reichte um den Abstieg zu verhindern. In der nächsten Saison wurde der Verein in die Gruppe Fulda einsortiert. Bedingt durch die nötige Ausdünnung reichte der fünfte Platz in der Gruppe für den Verein nicht und somit stieg die Mannschaft in die Bezirksklasse ab. Zur Saison 1959/60 glückte dann noch einmal der Aufstieg in die mittlerweile drittklassige 1. Amateurliga Hessen. Als Letzter der Tabelle stieg die Mannschaft dann aber auch sofort wieder ab.
In der Saison 2003/04 spielte der Verein in der Bezirksliga Fulda Süd und belegte am Ende dieser Saison den dritten Platz. Nach der Saison 2005/06 mit 80 erspielten Punkten glückte dann auch der Aufstieg in die Bezirksoberliga Region Fulda. In der ersten Saison dort platzierte sich die Mannschaft mit 62 Punkten auf dem fünften Platz. Nach der Saison 2010/11 landete die Mannschaft auf dem zweiten Platz und qualifizierte sich somit für die Relegation zur Verbandsliga. In der aus vier Mannschaften bestehenden Aufstiegsrunde ging die Mannschaft allerdings nur als dritter hervor, was für den Aufstieg nicht reichen sollte. Nach der nächsten Saison wiederholte sich dann dieselbe Ausgangslage. Diesmal ging der SV jedoch als Sieger aus dieser Relegation hervor, was für den einzigen Aufstiegsplatz in dieser Saison berechtigte. Aus der Verbandsliga stieg die Mannschaft dann aber auch sofort wieder über den 17. Platz ab. Zurück in der mittlerweile Gruppenliga heißenden Liga, reichte es nach der darauf folgenden Saison dann auch nur für 55 Punkte und den siebten Platz. Schon nach der Saison 2014/15 erreichte die Mannschaft dann wieder einmal den zweiten Platz und qualifizierte sich für die Aufstiegsrunde. Aus dieser ging die Mannschaft dann erneut als Sieger hervor. Diesmal konnte die Mannschaft die Liga dann über den 11. Platz und 44 Punkten auch halten. Nach der Saison 2018/19 erreicht die Mannschaft mal wieder den zweiten Platz und durfte nun an der Aufstiegsrunde zur Hessenliga teilnehmen. Ebenfalls konnte hier der erste Platz vor dem TuS Dietkirchen eingefahren werden, womit die Mannschaft nach knapp 60 Jahren wieder ihrer alten Spielklasse angekommen war. In dieser Liga spielte der Verein bis zum Abstieg 2023.
Am 7. April 2022 wurden von der Gemeinde Neuhof als Eigentümer des Stadions weitreichende Sanierungen beschlossen, die auch den SV Neuhof 1910 als Hauptnutzer des Platzes betrafen. So wurde der Bau eines neuen Kunstrasenplatzes in unmittelbarer Nähe genauso beschlossen wie die Teilüberdachung der Zuschauerränge des Stadions; das Tribünendach soll eine Photovoltaik-Anlage zur Stromgenerierung für die Gemeinde erhalten.